# Pronstorf
Pronstorf est une commune d'Allemagne située dans l'arrondissement de Segeberg (Schleswig-Holstein). Elle se trouve à onze kilomètres à l'est de Bad Segeberg et, comme tout l'arrondissement, appartient à la région métropolitaine de Hambourg. La commune est formée depuis 1937 de six villages : Pronstorf (100 habitants), dont le château (XVIIIe siècle) est réputé ; Goldenbek (140 habitants) à trois kilomètres au sud de Pronstorf ; Eilsdorf ; Reinsbek ; Streglin et Wulfsfelde. Sa population était de 1625 habitants le 31 décembre 2014.

## Monuments

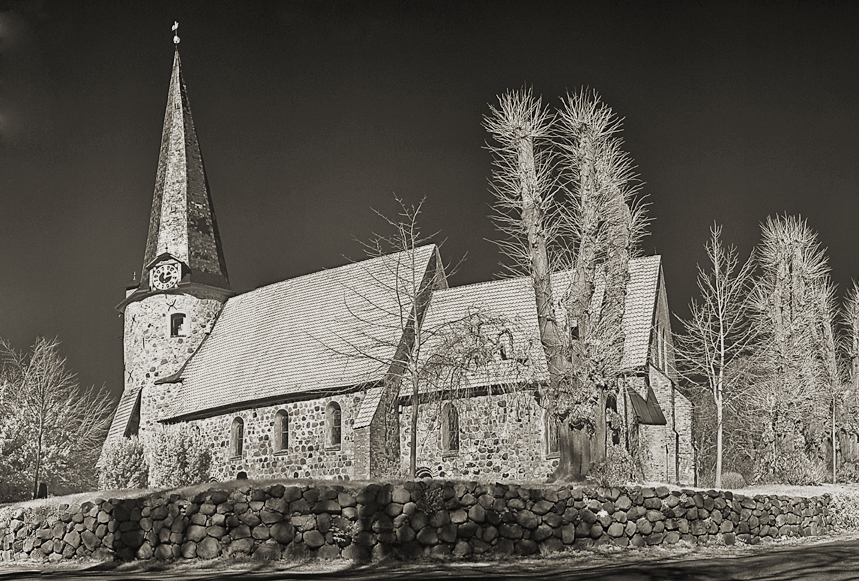
Vue de l'église luthérienne Saint-Vicelin de Pronstorf, église romane des

- Église Saint-Vicelin, architecture romane. Le général von Lettow-Vorbeck (1870-1964) est enterré au cimetière de l'église
- Château de Pronstorf, XVIIIe siècle